# ジョジョの奇妙な冒険 ラストサバイバー
『ジョジョの奇妙な冒険 ラストサバイバー』（ジョジョのきみょうなぼうけん ラストサバイバー、Last Survivor）は、バンダイナムコアミューズメントによって2019年12月18日に稼働開始した、漫画『ジョジョの奇妙な冒険』を原作としたアーケードゲーム。略称は「ラスサバ」。開発はヒストリア。

## 概要
2019年1月に制作が発表され、
当初は2019年夏頃に稼働予定をしていたが延期となり、同年12月18日に稼働開始した。稼働当初は第3部から第5部までのキャラクターしか参戦していなかったが、2022年3月9日より第6部のキャラクター、2024年9月4日より第2部のキャラクターがそれぞれ参戦している。

## ゲームシステム
第2部から第6部のキャラクターが集結し、各部を舞台としたステージで戦いをくり広げるバトルロイヤル形式の対戦アクションゲーム。最大20人のスタンド使いが入り乱れ、最後のひとりまで生き残った者だけが勝者となるシンプルなルールとなっている。
また、プレイヤーや、ステージに配置されているCPUを倒し、魂のチップというアイテムを獲得することでキャラクターのレベルが上がり、各キャラクターに設定されているスキルが解放・使用可能となる。また各キャラクターにはアルティメットスキルを各々所有しており一定以上のレベルに達すると発動ができ非常に強力だが、1試合に数回しか使用できないなど制約があるため、如何に使うタイミングを見計らうか、プレイヤー同士の対戦では重要な駆け引きとなる。
また、特徴的な要素として動いているキャラクターの付近に擬音が画面に表示されるシステムが導入されており、周りの雑音が大きいゲームセンターにおいても、近づいてくる敵の気配を察知し、対策をとる駆け引きを楽しむことができる。

## 登場キャラクター
本作に登場するキャラクターは『ジョジョの奇妙な冒険 オールスターバトル』や『アイズオブヘブン』と異なり、原作第2部から第6部までの代表的なキャラクターのみとなっている。
キャラクター名は基本的に日本版（北米版）の順で記載。なお本作に登場するキャラクターの声優は全てテレビアニメ準拠となっている。

### 第2部 戦闘潮流

#### 参戦キャラクター（第2部）
ジョセフ・ジョースター（Joseph Joestar）
声 - 杉田智和
スタイル：波紋使い
2024年9月4日から追加参戦。第2部の主人公。第1部主人公・ジョナサンの孫で、第3部主人公・空条承太郎の祖父、第4部主人公・東方仗助の父、第6部主人公・空条徐倫の曾祖父。生来身についていた波紋だけでなく、状況に応じた知恵も働く策士としての一面も持つ。なお第2部準拠のため、第3部以降のスタンド「隠者の紫（ハーミット・パープル）」は実装されていない代わりに「波紋」を使った戦闘スタイルとなる。対吸血鬼には原作通り優位に立てる。
アルティメットスキルは「波紋疾走（オーバードライブ）」、攻撃力・防御力・移動速度が大幅に上がり波紋ゲージ・精神力がMAXになる。1試合に3回まで使用できる。
シーザー・A・ツェペリ（Caesar Anthonio Zeppeli）
声 - 佐藤拓也
スタイル：波紋使い
2024年12月4日から追加参戦。ジョセフの戦友であるイタリア人青年の波紋使い。ウィル・A・ツェペリの孫。波紋を帯びたシャボンを武器とする。
アルティメットスキルは「シャボン・レンズ」、自分の周りに滞空させたシャボン玉をレンズ替わりにして光を前方の一点集中させ、その箇所に範囲ダメージを発生させる。対吸血鬼にはダメージ量が大きくなる。1試合に2回まで使用できる。

### 第3部 スターダストクルセイダース

#### 参戦キャラクター（第3部）
空条 承太郎（くうじょう じょうたろう、Jotaro Kujo）
声 - 小野大輔
スタンド：スタープラチナ
第3部の主人公。第2部主人公・ジョセフの孫。寡黙だが熱い正義感を秘めた高校生。近距離パワー型のスタンド「スタープラチナ」を持つ。
アルティメットスキルは「スタープラチナ・ザ・ワールド」。自分以外の時間を最大2.5秒間止めて相手へ一方的に攻撃ができる。窮地脱出にもトドメにも使える非常に強力なスキルだが、敵が近くにいないと折角発動したにもかかわらず無駄にしてしまうこともある。1試合に1回しか使用できない。
モハメド・アヴドゥル（Mohammed Avdol）
声 - 三宅健太
スタンド：マジシャンズ・レッド
2023年9月6日から追加参戦。DIOを倒すためにジョセフたちとエジプトに向かった占い師。
アルティメットスキルは「クロスファイヤー・ハリケーン・スペシャル」。通常攻撃のクロスファイヤー・ハリケーンを30発撃ちまくる。落下地点は7秒間炎が燃え続ける。Lv.3から使用可能。1試合に3回まで使用できる。
DIO
声 - 子安武人
スタンド：ザ・ワールド
ジョースター家の宿敵である吸血鬼。近距離パワー型のスタンド「ザ・ワールド」を持つ。
アルティメットスキルは「ザ・ワールド」。効果は承太郎の「スタープラチナ・ザ・ワールド」と同様で、最大2秒間時を止める。承太郎同様1試合に1回しか使用できない。
花京院 典明（かきょういん のりあき、Noriaki Kakyoin）
声 - 平川大輔
スタンド：ハイエロファントグリーン
承太郎の学校に転校してきた高校生であり、共にエジプトを目指す。遠隔操作型のスタンド、ハイエロファントグリーンを持つ。体を紐状に分解して行動できるほか、宝石型のエネルギー弾を発射する「エメラルドスプラッシュ」を使用する。
アルティメットスキルは「半径20mエメラルドスプラッシュ」。自身を中心に半径20mにいる敵に建物などの障害物を無視してダメージを与える。1試合に1回しか使用できない。
ジャン・ピエール・ポルナレフ（Jean Pierre）
声 - 小松史法
スタンド：シルバーチャリオッツ
承太郎と共にエジプトを目指すフランス人青年。
アルティメットスキルは「奥の手・剣針飛ばし」。前方に剣を飛ばし、敵が建物などの障害物に隠れていても貫通して特大ダメージを与え、さらにキャラクターも貫通するため、位置によっては複数キャラクターに当たることもある。1試合に1回しか使用できない。原作漫画と異なり、使用しても剣は無くならない。
ホル・ホース（Hol Horse）
声 - 木内秀信
スタンド：エンペラー
2020年3月4日から追加参戦。DIOに雇われたスタンド使いであり、「1番よりNo.2」を自称するガンマン。
アルティメットスキルは「「皇帝」の独断場」。自身の前方広範囲に対し、敵が建物などの障害物に隠れても無視してダメージを与える。参戦当初は1試合に2回までだったが、同年6月17日アップデート以降は1試合に3回まで使用できる。
DIO（最高にハイver.）
声 - 子安武人
スタンド：ザ・ワールド
2021年3月17日から追加参戦。原作終盤でジョセフの血を吸いジョナサンの肉体が完全に馴染んだ状態。通常版とは技や性能が変更されている。
アルティメットスキルは「ロードローラー」。自分以外の時間を最大2.5秒間止め、その間に上空からロードローラーを落とし爆発させる。1試合に1回しか使用できない。

#### その他のキャラクター（第3部）
ダニエル・J・ダービー
声 - 銀河万丈
DIOの配下の一人。根っからのギャンブラーで、スタンドは賭けに負けた者の魂をコインに変える「オシリス神」。
ゲーム内ではナビゲーションを担当。PVでのナレーションも担当している。

### 第4部 ダイヤモンドは砕けない

#### 参戦キャラクター（第4部）
東方 仗助（ひがしかた じょうすけ、Josuke Higashikata 4）
声 - 小野友樹
スタンド：クレイジー・ダイヤモンド
第4部の主人公。リーゼント頭が特徴的な高校生で、ジョセフと浮気相手の間に生まれた息子。
アルティメットスキルは「プッツーーン」。自身の精神力回復と防御力が大幅にアップする。1試合に2回まで使用できる。
広瀬 康一（ひろせ こういち、Koichi Hirose）
声 - 梶裕貴
スタンド：エコーズ
仗助の友人であり、スタンドに目覚めた高校生。
アルティメットスキルは「3FREEZE」。エコーズACT3のパンチを繰り出し、ヒットした相手は一定時間、移動速度と攻撃射程が大幅に減少する。1試合に3回まで使用できる。
虹村 億泰（にじむら おくやす、Okuyasu Nijimura）
声 - 高木渉
スタンド：ザ・ハンド
2021年6月9日から追加参戦。仗助の親友であるスタンド使いの高校生。
アルティメットスキルは「喧嘩上等」。シールドが付与されると同時に仗助より劣るが精神力の回復速度と防御力が大幅に上がる。1試合に2回まで使用できる。
岸辺 露伴（きしべ ろはん、Rohan Kishibe）
声 - 櫻井孝宏
スタンド：ヘブンズ・ドアー
代表作に「ピンクダークの少年」をもつ漫画家。
アルティメットスキルは「ヘブンズ・ロック」。パンチを繰り出し、ヒットした相手は一定時間、スタンドや波紋を使用した攻撃やアクションが実行できなくなる。1試合に3回まで使用できる。ただしミスタの通常攻撃である「狙撃」だけは、ヘブンズ・ロックを命中させても使用可能。
吉良 吉影（きら よしかげ、Yoshikage Kira）
声 - 森川智之
スタンド：キラークイーン
2020年8月5日から追加参戦。杜王町に暮らす殺人鬼。
アルティメットスキルは「シアーハートアタック」。相手を自動追尾する爆弾を放つ。1試合に2回まで使用できる。
川尻 浩作（かわじり こうさく、Kosaku Kawajiri）
声 - 森川智之
スタンド：キラークイーン
2023年12月6日から追加参戦。吉良吉影が顔を変えて入れ替わったサラリーマン。
アルティメットスキルは「バイツァ・ダスト」。相手の攻撃で体力が0になると自動発動、体力・シールドが回復した状態で復活し全てのキャラクターの位置が数秒前に巻き戻るが、川尻以外のキャラクターの体力・アルティメットスキルは回復しない。1試合に1回しか使用できない。

### 第5部 黄金の風

#### 参戦キャラクター（第5部）
ジョルノ・ジョバァーナ（Giorno Giovanna）
声 - 小野賢章
スタンド：ゴールド・エクスペリエンス / ゴールド・エクスペリエンス・レクイエム
第5部の主人公。ギャング・スターを目指すDIOの息子。
アルティメットスキルは「ゴールド・エクスペリエンス・レクイエム」。自身へ対する攻撃を無効化（≒一定時間無敵状態）する。1試合に2回まで使用できる。この無敵効果は承太郎やDIOの時間停止も無視できる他、ディアボロの「クリムゾン・ディメンジョン」を無効化できる上こちらは2回も使用できるため、これら3者に対しては相対的に有利となる。ただし発動までに少し時間が掛かるので全く同時に発動した場合打ち負けてしまうことがある。
ブローノ・ブチャラティ（Bruno Bucciarati）
声 - 中村悠一
スタンド：スティッキィ・フィンガーズ
ジョルノをパッショーネに引き入れたギャングであり、後に組織を裏切る。
アルティメットスキルは「スティッキィ・ダイブ」。地中に潜り込み高速移動ができる。1試合に3回まで使用できる。
グイード・ミスタ（Guido Mista）
声 - 鳥海浩輔
スタンド：セックス・ピストルズ
ブチャラティチームに属する、拳銃を用いるスタンド使い。
アルティメットスキルは「ピストルズ・ストライク」。ピストルズ全員が乗った弾丸を撃ち遠隔操作ができる、着弾点でピストルズ全員が弾丸を蹴りまくり範囲内にいる敵にダメージを与える。1試合に2回まで使用できる。
ナランチャ・ギルガ（Narancia Ghirga）
声 - 山下大輝
スタンド：エアロスミス
2020年10月7日から追加参戦。ブチャラティチームのメンバー。戦闘機型のスタンド、エアロスミスを使用する。
アルティメットスキルは「ボラーレ・ボム」。前方に爆弾を発射し、爆発した場所を一定時間炎上させ触れた敵にダメージを与える。1試合に3回まで使用できる。
パンナコッタ・フーゴ（Pannacotta Fugo）
声 - 榎木淳弥
スタンド：パープル・ヘイズ
2023年6月7日から追加参戦。ブチャラティチームのメンバー。
スタンドの拳についている6つのウイルスカプセルで戦う。
アルティメットスキルは「「どう猛」なる本性」。発動するとラッシュ速度、精神力・カプセルの回復速度、ウイルス感染エリアの範囲、移動速度がアップする。1試合に2回使用可能。
レオーネ・アバッキオ（Leone Abbacchio）
声 - 諏訪部順一
スタンド：ムーディー・ブルース
2024年6月5日から追加参戦。ブチャラティチームのメンバー。ビデオ映像のように指定したスタンドや人間の行動を再生（リプレイ）できる「ムーディー・ブルース」を使う。
アルティメットスキルは「ギャングの「覚悟」」。発動すると一定時間敵の攻撃を受けても体力が一定値残り0にはならない（＝再起不能にはされない）が、特定のダメージは防げない。1試合に2回使用可能。
リゾット・ネエロ（Risotto Nero）
声 - 藤真秀
スタンド：メタリカ
2021年9月8日から追加参戦。暗殺チームのリーダー。28歳。鉄分を操るスタンド、メタリカを使用する。
アルティメットスキルは「メタリカの侵入」。敵の体内にメタリカを侵入させ、血液の鉄分を刃に変換し、体外に放出する。一定時間移動速度を減少させ、シールドや「プッツーーン」などのダメージ軽減スキルを無視した継続ダメージを与える。1試合に2回まで使用できる。
ディアボロ（Diavolo）
声 - 小西克幸
スタンド：キング・クリムゾン
2021年12月8日から追加参戦。パッショーネのボス。
アルティメットスキルは「クリムゾン・ディメンジョン」。発動すると飛ばした時の中で自由に行動でき、自分は他のプレイヤー画面から表示されず攻撃を受けなくなる他、他のプレイヤーは動きがゆっくりになり、全ての背景が見えなくなる。しかし、自分自身も攻撃できなくなる。ただしジョルノの「ゴールド・エクスペリエンス・レクイエム」発動中のみ自身の位置を感知されてしまう。1試合に1回しか使用できない。

### 第6部 ストーンオーシャン

#### 参戦キャラクター（第6部）
空条 徐倫（くうじょう ジョリーン、Jolyne Cujoh）
声 - ファイルーズあい
スタンド：ストーン・フリー
2022年3月9日から追加参戦。第6部の主人公。第3部主人公・空条承太郎の娘。
アルティメットスキルは「ストリング・ジェイル」。前方に糸で作った網を広げ、網に触れた全て敵を一定時間拘束する。1試合に2回まで使用できる。
空条 承太郎（くうじょう じょうたろう、Jotaro Kujo 〈Part 6〉）（ストーンオーシャンver.）
声 - 小野大輔
スタンド：スタープラチナ
2022年12月7日から追加参戦。第6部における承太郎。通常版とは技や性能が変更されている。
アルティメットスキルは「スタープラチナ・ザ・ワールド」。通常版と同様に数秒間時を止めることができる。通常版と異なりこちらは1試合に2回まで使用できるが、発動時に大きく精神力を消費する他、1回当たり最大1.75秒間と通常版より停止時間が短くなっているが、2回使用できるので合計で1.75秒×2=3.5秒間、時間停止ができる。
ウェザー・リポート（Weather Forecast）
声 - 梅原裕一郎
スタンド：ウェザー・リポート
2022年9月7日から追加参戦。記憶喪失の囚人。
アルティメットスキルは「ヤドクガエル」。広範囲にヤドクガエルを降らせ着地点に一定時間猛毒を撒き散らす。
猛毒は触れた相手にダメージを与える。1試合に2回まで使用できる。一発目に出した毒が消えるまで、二発目は使えない。
ナルシソ・アナスイ（Narciso Anastasia）
声 - 浪川大輔
スタンド：ダイバー・ダウン
2023年3月8日から追加参戦。「分解」癖を持つ男囚。
アルティメットスキルは「アサルト・ダイブ」。地中に潜行させたスタンドを遠隔操作し、範囲攻撃を行う。スタンドは壁も登れるため、建物の中や屋上にいる敵にも攻撃できる。1試合に2回使用可能。
エンリコ・プッチ（Enrico Pucchi）
声 - 関智一
スタンド：ホワイトスネイク
2025年6月4日から追加参戦。親友であるDIOの目指した天国を求め計略を巡らせる神父。
アルティメットスキルは「記憶のDISC化」。相手の記憶DISCを奪い取る。奪われた相手は全体力の半分を失い、さらにスタン状態になった上で発動中のスキルも強制解除させた上でレベルが1に下がってしまう。ヒットさせれば即座に壊滅的な状態に陥れることが可能で非常に強力だが1試合に1回しか使用できない。